# Rödfjällstjärnarna
Rödfjällstjärnarna är en sjö i Strömsunds kommun i Jämtland och ingår i Ångermanälvens huvudavrinningsområde. Sjön har en area på 0,126 kvadratkilometer och ligger 739,1 meter över havet.

## Delavrinningsområde
Rödfjällstjärnarna ingår i det delavrinningsområde (718584-143081) som SMHI kallar för Utloppet av Rödfjällstjärnarna. Medelhöjden är 751 meter över havet och ytan är 0,4 kvadratkilometer. Det finns inga avrinningsområden uppströms utan avrinningsområdet är högsta punkten. Vattendraget som avvattnar avrinningsområdet har biflödesordning 5, vilket innebär att vattnet flödar genom totalt 5 vattendrag innan det når havet efter 358 kilometer. Avrinningsområdet består mestadels av kalfjäll (69 procent). Avrinningsområdet har 0,13 kvadratkilometer vattenytor vilket ger det en sjöprocent på 31,2 procent.